# Осинники (Новосибирская область)
Осинники — село в Баганском районе Новосибирской области. Входит в состав Палецкого сельсовета.

## География
Площадь села — 26 гектаров.

## Население
| 1976 | 1995 | 2002 | 2007 | 2010 |
| ---- | ---- | ---- | ---- | ---- |
| 250  | ↘192 | ↗219 | ↘192 | ↘146 |

## Инфраструктура
В селе по данным на 2006 год функционируют 1 учреждение здравоохранения, 1 образовательное учреждение.